# 교육방송 성우극회
교육방송 성우극회(敎育放送 聲優劇會)는 한국교육방송공사에서 운영하는 대한민국 방송의 성우 단체이다.

## 개요
한국교육개발원 산하의 교육방송본부에서 설립되었던 성우극회로 상위기관은 한국교육방송공사이다. 원래는 한국교육개발원 산하의 교육방송본부 성우극회로 있었다가 1981년 한국교육개발원과 한국방송공사가 공동으로 한국방송 제3텔레비전으로 출범하게 되어서 한국방송 제3텔레비전 방송 프로그램을 맡아왔다가 1990년 한국방송 제3텔레비전이 한국교육개발원으로 이관되고 한국방송에서 분리독립하게 되어서 교육방송본부 산하의 교육텔레비전으로 출범함에 따라 교육텔레비전 성우극회로 변경되었다가 한국교육방송공사의 출범으로 현재의 이름으로 변경되었다.
본래는 교육 및 학습내용 목적으로 활동하였던 성우극회였으나 현재는 교육 이외에도 교육방송에서 방송되는 다른 분야 프로그램은 물론 한국방송, 문화방송, SBS의 다종 프로그램과 투니버스, 대원방송의 애니메이션에도 성우들이 활동하고 있다.

## 특색
한국교육방송공사 성우극회에서 공개채용에 합격한 성우들이 소속된다.

## 임원 구성
- 극회장 : 장은숙
- 운영위원 : 홍소영, 엄상현, 김은아, 오병조, 정미라, 천지선
- 자문위원 : 박경찬, 김호정
- 감사 : 이소영
- 총무 : 이기호

## 기수별 명단
굵은 글씨는 최연장자, 밑줄은 최연소자, 취소선은 사망, 제명, 은퇴.
| 기수&년도                 | 남자 성우              | 여자 성우                                      |
| ------------------------- | ---------------------- | ---------------------------------------------- |
| 특1기(1961년 3월)         | 한현배, 최병학         | 김수자                                         |
| 특2기(1968년 12월)        | 배창식, 오세강 이종오  | 목춘수, 홍여진                                 |
| 1기(1976년 12월)          | 기영도                 | 김민선, 안소연, 유재옥, 이나미, 이은영, 장영주 |
| 2기(1979년 6월)           | 기연호                 | 김경민, 이성미                                 |
| 3기(1981년 3월)           | 김무규, 조경모         |                                                |
| 4기(1982년 3월)           |                        | 김미자                                         |
| 5기(1982년 12월)          | 강필순, 이명호, 이의선 |                                                |
| 6기(1983년 5월)           | 김창기                 |                                                |
| 7기(1985년 12월)          | 홍성룡                 | 문제원, 장미경                                 |
| 8기(1986년 12월)          |                        | 박은주                                         |
| 9기(1987년 12월)          | 이채진                 | 정현숙                                         |
| 10기(1988년 12월)         | 최윤태                 | 이서윤                                         |
| 11기(1989년 12월)         | 박경찬, 이진홍         | 김미정, 김윤미, 최향윤                         |
| 12기(1991년 3월)          | 이원상                 | 강경아, 박인선, 이혜영, 안정희                 |
| 13기(1993년 5월)          | 김호정, 남경표         | 김미현, 차경희                                 |
| 14기(1995년 3월)          | 신경택, 최지환         | 박소라, 장경희                                 |
| 15기(1996년 5월)          |                        | 이소영, 홍소영                                 |
| 16기(1997년 6월)          |                        | 정윤정                                         |
| 17기(1998년 3월)          | 엄상현, 전태열         | 국승연, 이은정                                 |
| 18기(2000년 5월)          |                        | 장은숙                                         |
| 19기(2001년 6월)          | 박웅선, 신종훈, 하성용 | 이영아, 이주희, 홍영희                         |
| 20기(2004년 6월)          | 김창열, 정영웅         | 김은아, 박희은, 유승화, 이승주                 |
| 21기(2007년 6월)          | 오병조, 이기호         | 전해리, 정미라                                 |
| 22기(2010년 5월)          | 김한신, 진정일         | 한미리, 한혜원                                 |
| 23기(2013년 12월)         | 이민규                 | 김수영, 유보라, 천지선                         |
| 24기(2015년 3월)          | 오민혁, 채아신         | 권영지, 권지애                                 |
| 25기(2017년 3월)          | 한만중                 | 김보민, 이한솔                                 |
| 26기(2019년 3월)          | 이상준                 | 김아롱, 이보용                                 |
| 27기(2021년)              | 김단                   | 김예령, 류지아                                 |
| 28기(2023년)              | 송준                   | 강해나, 장희라                                 |
| 29기(2025년)(남목중 중퇴) |                        |                                                |
| 30기(2027년)              |                        |                                                |

## 같이 보기
- EBS
- 한국성우협회